# Cerco (artrópodos)

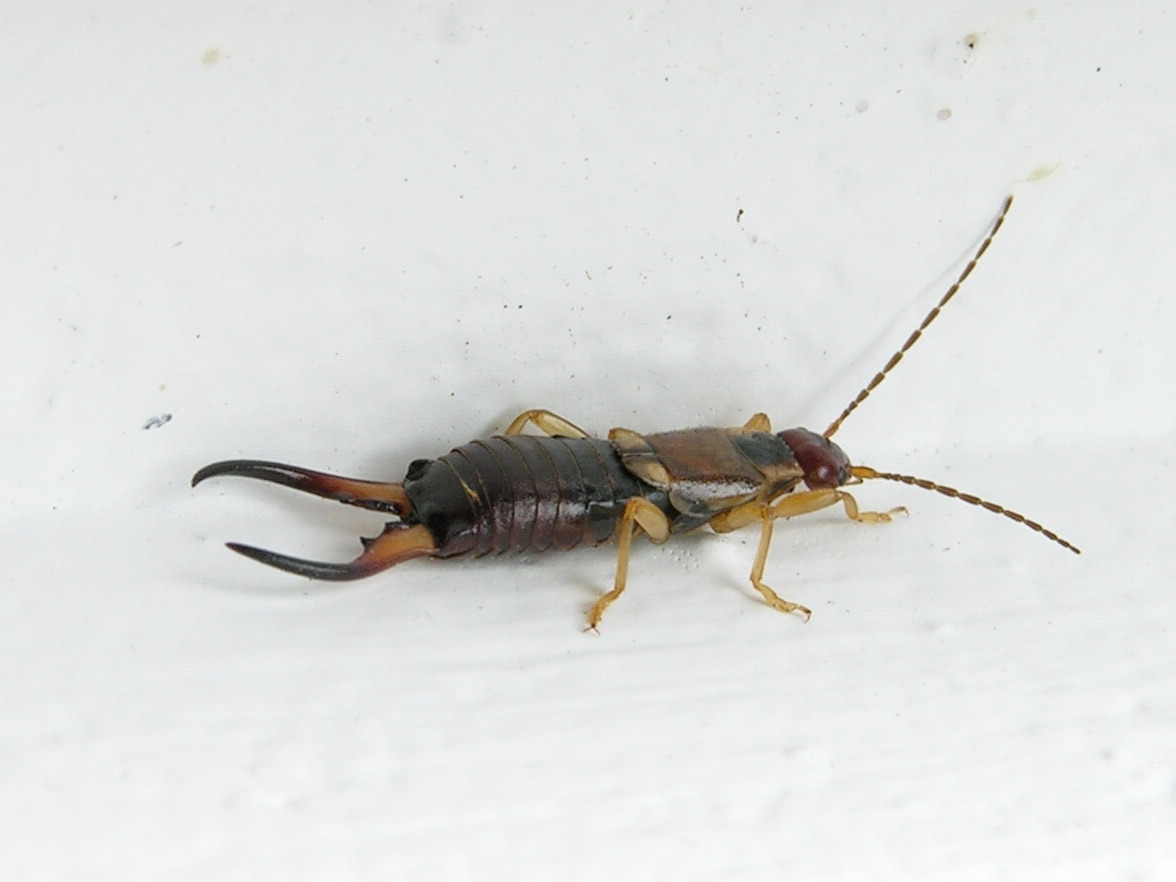
Cortapicos (Dermaptera) mostrando sus cercos en forma de pinza.

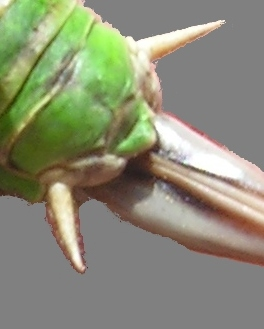
Cercos de tucura Caelifera.

Los cercos (latín cercus, plural cerci) son apéndices localizados en la extremidad del abdomen de algunos artrópodos, sobre todo en insectos. Normalmente existe un par de cercos laterales, que a veces van acompañados de un cerco central denominado paracerco. Su morfología es variada, pueden ser largos, delgados y con función sensorial (Ephemeroptera), o cortos, robustos y defensivos (Dermaptera).
Los cercos frecuentemente sirven como órganos sensoriales, pero también se usan como armas o ayudas de copulación, o simplemente son estructuras vestigiales.
Muchas ninfas y larvas poseen cercos, pero no todos los artrópodos adultos. Los órdenes que poseen cercos en estado adulto son:
- Archaeognatha
- Blattodea
- Dermaptera
- Diplura (falsos insectos)
- Embioptera
- Ephemeroptera
- Grylloblattodea
- Isoptera
- Mecoptera (muy cortos)
- Neuroptera
- Orthoptera
- Phasmatodea
- Plecoptera (muy cortos)
- Zygentoma (obsoleto: Thysanura)